# 'Tis the Damn Season
"'Tis the Damn Season" (estilizado em letras minúsculas) é uma canção da cantora e compositora estadunidense Taylor Swift, gravada para seu nono álbum de estúdio Evermore (2020), lançado através da Republic Records. Composta pela artista em conjunto com Aaron Dessner, com produção assinada pelo mesmo, "'Tis the Damn Season" é uma canção folk instrumentada por uma guitarra elétrica e bateria programada. Narrada da perspectiva de uma personagem fictícia feminina chamada Dorothea, "'Tis the Damn Season" detalha o seu retorno à sua cidade natal durante a temporada de férias e o envolvimento em um relacionamento reacendido que rapidamente desapareceu.
"'Tis the Damn Season" recebeu críticas positivas da mídia especializada, que consideraram uma variação da tradicional música natalina animada. Os críticos também elogiaram as composições e a produção de Swift por criar letras e canções "nostálgicas", e alguns escolheram a faixa como um dos destaques do álbum. A faixa alcançou a posição de número vinte e três na Billboard Global 200 e entrou nas paradas da Austrália, Canadá, Portugal e Estados Unidos. Recebeu a certificação prata no Reino Unido. Swift incluiu "'Tis the Damn Season" no repertório de sua sexta turnê The Eras Tour (2023–2024).

## Antecedentes
A cantora e compositora estadunidense Taylor Swift concebeu seu oitavo álbum de estúdio, Folklore (2020), como frutos de visuais mitopoéticos em sua mente, como resultado de sua imaginação "correndo solta" enquanto se isolava durante a pandemia de COVID-19. Para saciar seu desejo de explorar mais as "florestas folclóricas" que ela visualizava em sua mente, Swift imediatamente desenvolveu outro álbum como uma contrapartida conclusiva do Folklore, intitulado Evermore (2020).
Em setembro de 2020, Swift, Jack Antonoff e Aaron Dessner se reuniram no Long Pond Studio, em Hudson Valley, no interior do estado de Nova Iorque, para filmar o documentário Folklore: The Long Pond Studio Sessions, do Disney+, que consistia nas interpretações simplificadas de faixas do Folklore e reconta o processo criativo por trás do álbum. Após as filmagens, os três celebraram o Folklore bebendo e inesperadamente continuaram escrevendo canções enquanto estavam em Long Pond. Swift escreveu "'Tis the Damn Season" enquanto estava bêbada no primeiro dia de ensaio e cantou para Dessner no dia seguinte. Dessner disse em entrevista à Billboard que foi um momento "surreal" quando "[seu] cérebro explodiu". Dessner havia escrito uma faixa instrumental vários anos antes e a descreveu como uma de suas obras favoritas. Ele contou que a música poderia ter permanecido como estava, mas disse que "a incrível capacidade de contar histórias e habilidade musical [de Swift]" levou a faixa a "algo muito maior".

## Estrutura musical e conteúdo lírico

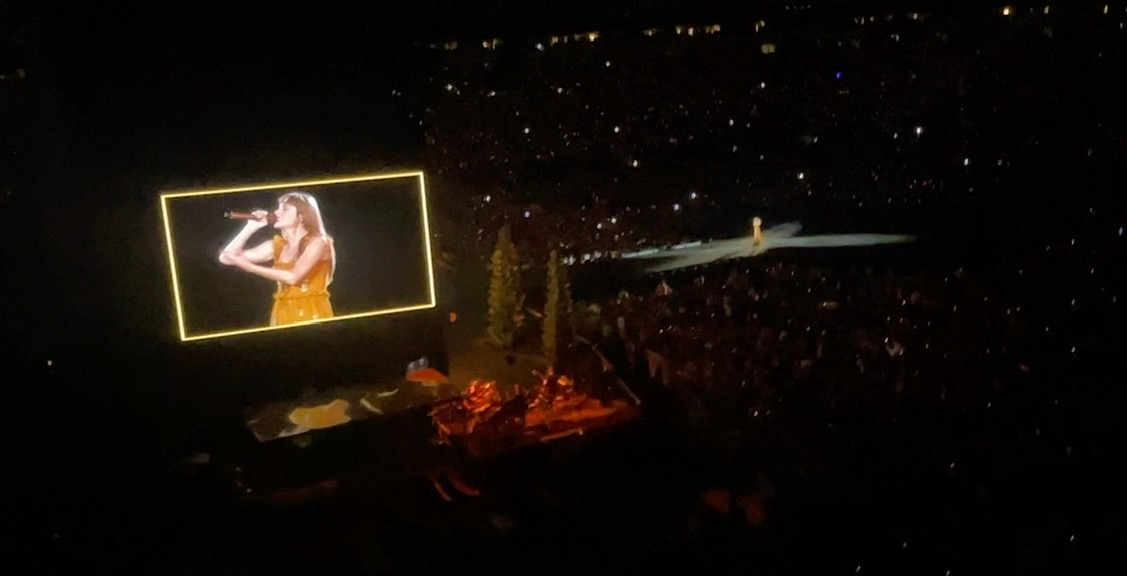
Swift cantando "'Tis the Damn Season" na turnê The Eras Tour (2023)

"'Tis the Damn Season" foi gravado no Kitty Committee Studio em Beverly Hills, Califórnia, sendo derivada do gênero folk, impulsionada por uma linha de guitarra elétrica e programação de bateria de Dessner, que afirmou que a guitarra evocava uma atmosfera invernal e a bateria era minimalista. Claire Shaffer, da Rolling Stone, escreveu que a linha da guitarra era "fria" e que lembrava os trabalhos da banda de Dessner, The National, enquanto Rob Sheffield a descreveu como uma faixa "estilo U2" e uma reminiscência da canção "State of Grace" (2012), de seu quarto álbum de estúdio Red. Maura Johnston, do Entertainment Weekly, disse que "[gira] como flocos de neve de um filme Hallmark". De acordo com Dessner, os instrumentos musicais que ele tocou trouxeram uma sensação "nostálgica", um sentimento que também foi reconhecido pela crítica da Rolling Stone, Brittany Spanos, e pelo crítico da NPR, Stephen Thompson.
"'Tis the Damn Season" é narrada a partir da perspectiva de uma mulher chamada Dorothea, uma atriz de Hollywood que retorna à sua cidade natal, Tupelo, Mississippi, para visitar sua família durante o Natal e as festas de fim de ano. Enquanto estava em sua cidade natal, Dorothea encontra um ex-namorado de seus tempos de colégio e inicia um relacionamento íntimo com essa pessoa. Ela encontra conforto no romance de sua cidade natal, mas percebe que não se adaptou bem e precisa retornar para Los Angeles. Esse relacionamento reacendido de curta duração finalmente termina, o que Dorothea sabe, mas ainda aceita com relutância. Na ponte, Dorothea admite que o relacionamento reacendido teve um impacto emocional sobre ela. Ela implora ao ex-amante que ela possa ficar em sua cidade natal se ele pedir. Quando Dorothea finalmente vai embora, ela relembra dolorosamente seu estilo de vida luxuoso e sua carreira de atriz e aprecia o conforto de sua cidade natal e do destinatário não identificado: ("Então, voltarei para Los Angeles e os chamados amigos/Quem escreverá livros sobre mim, se algum dia eu conseguir / E me pergunto sobre a única alma / Quem pode dizer quais sorrisos estou fingindo").
Chris Willman, da Variety, resumiu a narrativa como uma "ode bastante nada sentimental ao ex-sexo da cidade natal durante as férias".  Jason Lipshutz, da Billboard, considerou "'Tis the Damn Season" uma faixa mais edificante "oferecendo esperança e longevidade" em comparação com outras faixas do álbum de "uniões feridas e amargas de longa data". Brodie Lancaster, do The Sydney Morning Herald, pensou que a faixa continha "referências à nostalgia suburbana", enquanto Madeline Crone, do American Songwriter, caracterizou o enredo como "a narrativa muito familiar da noite anterior ao Dia de Ação de Graças". Katherine Rodgers, do The Quietus, achou que a entrega de Swift foi "sem fôlego" e "irremediavelmente romântica" com um "ímpeto" que se reuniu enquanto ela "[pontuava]" as letras ("Escreva isso, ouça-me"). "'Tis the Damn Season" e " Dorothea", outra faixa do Evermore, apresentam diferentes perspectivas sobre o mesmo relacionamento romântico. Enquanto o primeiro é da perspectiva de Dorothea, o último é do ex-namorado não identificado. Vários críticos comentaram que os enredos de "'Tis the Damn Season" e "Dorothea" eram semelhantes às faixas "Cardigan", "August" e "Betty", do Folklore, que retratavam um triângulo amoroso entre três personagens fictícios em seus respectivos pontos de vista.